# Edita
Edita je ženské křestní jméno. Podle českého kalendáře má svátek 13. ledna.
Původně anglické jméno Edith pochází ze staroanglických slov ead agyð, což znamená „šťastný boj přinášející majetek“.

## Varianty
- Eadgyth – staroanglicky
- Edyth – anglicky
- Edit – albánsky, maďarsky, švédsky
- Edith, Edyth – francouzsky
- Ekika – havajsky
- Idit – hebrejsky
- Editta – italsky
- Edīte – latvijansky (lotyšsky)
- Edita – litevsky, slovensky, španělsky
- Edyta – polsky
- Edith, Edite – portugalsky
- Едита (Edita) – srbsky
- Eedit – finsky
- Iteti – tongansky

## Statistické údaje
Následující tabulka uvádí četnost jména v ČR a pořadí mezi ženskými jmény ve srovnání dvou roků, pro které jsou dostupné údaje MV ČR – lze z ní tedy vysledovat trend v užívání tohoto jména:
| Rok       | Četnost   | Pořadí    |
| 1999      | 6 436     | 102.      |
| 2002      | 6 418     | 102.      |
| 2006      | 6 371     | 103.      |
| 2016      | 6 398     | 193.      |
| Porovnání | o 38 méně | o 91 hůře |

Změna procentního zastoupení tohoto jména mezi žijícími ženami v ČR (tj. procentní změna se započítáním celkového úbytku žen v ČR za sledované tři roky 1999-2002) je +0,5%.

## Známé nositelky jména
- Eadgyth Anglická – východofranská královna a královna Svaté říše římské

- Edyta Bartoszewicz – polská zpěvačka a textařka
- Edita Brychta – česko-britská herečka
- Edyta Budnik – polská herečka
- Edita Gruberová – slovenská operní pěvkyně
- Edit Head – americká filmová výtvarnice a kostýmní návrhářka
- Édith Piaf – francouzská zpěvačka
- Edita Randová – česká operní pěvkyně
- Edita Steinová – katolická filosofka, feministka a řeholnice
- Edita Štaubertová – česká zpěvačka
- Edita Vopatová – česká horolezkyně
- Edita z Wessexu – anglická královna a hlavní protagonistka díla The life of King Edward
- Edith Wharton – americká spisovatelka
- Edith Tolkien – manželka spisovatele J. R. R. Tolkiena